# A Dave Brubeck Christmas
A Dave Brubeck Christmas — альбом Дейва Брубека, выпущенный в 1996 году на Telarc.

## Запись
Альбом, представляющий собой сборник сольных фортепианных пьес, был записан в студии Ambient Recording в Стэмфорде, штат Коннектикут, с 6 по 8 июня 1996 года. Брубек также написал примечания к альбому.
Помимо нескольких классических рождественских песен, Брубек включил в альбом две оригинальные композиции: «Run, Run, Run to Bethlehem» и «To Us Is Given».

## Прием
| Оценки критиков                      | Оценки критиков |
| Источник                             | Оценка          |
| ------------------------------------ | --------------- |
| AllMusic                             | [ 2 ]           |
| The Encyclopedia of Popular Music    | [ 3 ]           |
| The Penguin Guide to Jazz Recordings | [ 4 ]           |

В своей рецензии Кен Драйден из AllMusic назвал «Joy to the World» и «Winter Wonderland» «сокровищами» и заявил, что весь диск «стоит того, чтобы его переслушивать».  Альбом вошёл в топ-10 чарта Billboard «Лучшие джазовые альбомы»  и был включён в список самых продаваемых джазовых альбомов 1997 года.
Альбом занял 3-е место в чарте Billboard Top Jazz Albums.

## Список треков
| №   | Название                             | Длительность |
| --- | ------------------------------------ | ------------ |
| 1.  | «"Homecoming" Jingle Bells»          | 3:20         |
| 2.  | «Santa Claus Is Coming To Town»      | 3:38         |
| 3.  | «Joy to the World»                   | 2:53         |
| 4.  | «Away in a Manger»                   | 5:03         |
| 5.  | «Winter Wonderland»                  | 4:19         |
| 6.  | «O Little Town of Bethlehem»         | 5:34         |
| 7.  | «What Child Is This? (Greensleeves)» | 3:27         |
| 8.  | «To Us Is Given»                     | 3:32         |
| 9.  | «O Tannenbaum»                       | 3:35         |
| 10. | «Silent Night»                       | 4:53         |
| 11. | «Cantos Para Pedir las Posadas»      | 3:59         |
| 12. | «Run, Run, Run to Bethlehem»         | 3:48         |
| 13. | «"Farewell" Jingle Bells»            | 2:59         |
| 14. | «The Christmas Song»                 | 4:28         |

## Персонал
- Дэйв Брубек – фортепиано

### Производство
- Том Бендер - техническая помощь
- Анилда Карраскильо - художественное направление, дизайн обложки
- Рассел Глойд, Джон Снайдер - продюсер
- Кеннет Хаманн - инженер
- Элейн Мартон - руководитель производства
- Том МакКласки - редактирование
- Джек Реннер - инженер
- Роберт Вудс- исполнительный продюсер